# Pio Jaramillo Alvarado
Pío Jaramillo Alvarado (Loja, 17 de mayo de 1884–ibidem, 24 de julio de 1968) fue un, historiador, ensayista, jurista y profesor ecuatoriano, conocido por su trabajo sobre la Presidencia de Quito y sus reflexiones expresadas en ensayos que tendrían gran influencia en la historia de Ecuador durante la primera mitad del siglo XX. Fue uno de los impulsores del indigenismo en Ecuador junto a Jorge Icaza y Benjamín Carrión.

## Reseña biográfica
Su madre le enseñó sus primeros conocimientos, después entró en la escuela fiscal “Miguel Riofrio” y la secundaria en el “Bernardo Valdivieso”. En ese lugar fue conocido por fundar el “Grupo Alba” y “El Iris”. De esta forma empezaría a escribir y se destacaría por sus ensayos literarios.
En 1905 se graduó de Bachiller en Filosofía, pasó a la Facultad de Jurisprudencia y obtuvo la licenciatura en “Ciencias Públicas”. Después fue presidente del Liceo Bernardo Valdivieso y en la revista “El Fénix” publicó ensayos.
Vivió la revolución liberal radical y en sus inicios se identificaba con esa orientación política pero poco a poco empezó a distanciarse hasta abrazar las iniciativas socialistas que se volvieron populares a inicios del siglo XX. Cerca del final de su vida, en 1955 fundó el Instituto Indigenista del Ecuador 

## Obra

### Contexto histórico
Históricamente, su obra se entiende desde tres dimensiones. La primera es el antecedente de la revolución liberal, el fraccionamiento del partido liberal entre Alfaro y Plaza y la evaluación a posteriori de los resultados de esta revolución que terminó siendo insuficiente en opinión de muchos en ese momento. La segunda gran dimensión es su origen. Nació en Loja, una ciudad ubicada al sur del Ecuador, en un momento en el que el conflicto con Perú no estaba aún resuelto y terminaría no en poco tiempo en la firma del protocolo de Río de Janeiro, con el que Ecuador empezó su renuncia a las pretensiones territoriales del Oriente que durante la real Audiencia habían formado parte del país de Maynas, lugar de destino de muchas misiones religiosas que salían desde Quito. Por último, el tercer factor tiene que ver con el desarrollo de la arqueología y antropología. En Ecuador al igual que el resto del mundo se empezó a desarrollar la antropología a finales del siglo XIX e inicios del XX. El máximo representante de estas disciplinas fue Federico González Suárez, seguido por Jijón y Caamaño.
Por lo tanto, el renacido interés por el pasado con el desarrollo de las nuevas técnicas arqueológicas, el conflicto armado con Perú y la reciente revolución liberal que había separado definitivamente la iglesia del estado forman el contexto de toda la obra de Pío Jaramillo Alvarado. 

### Ensayos
Jaramillo Alvarado publicó su trabajo más famoso en 1922 titulado “El Indio Ecuatoriano” con el subtítulo de: Contribución al estudio de la sociología indoamericana.Esta publicación coincidió con el centenario de la independencia. Otro ensayo importante es "El agro Ecuatoriano", con temática similar al anterior sino que ahora profundizaría en la historia de la agricultura en su país y como ha sido la relación entre la tierra y sus habitantes. En la parte política escribió ensayos sobre política constitucional desarrollando el tema de "Indoamérica". Así como escritos políticos donde desarrolla la crisis del liberalismo y sus implicaciones, una selección importante de sus ensayos se pueden ver en "La Nación Quiteña: perfil biográfico de una cultura".

### Historia
A pesar de que es conocido por la sociología, en realidad sus obras más profundas se enfocan en la historia, desde un punto de vista jurídico. Por ejemplo en 1934 publicó “Estudios Históricos, ensayos sobre la vida interna e internacional de la República”. Esta obra trata temas como La Revolución del 10 de agosto de 1809, a personas importantes como Bolívar, Rocafuerte, Montalvo, Eloy Alfaro, además hace un resumen histórico del régimen constitucional ecuatoriano así como de los tratados com Colombia.Asimismo, y a propósito del futuro conflicto contra Perú, en 1938 escribió "La Presidencia de Quito Memoria histórico jurídica de los orígenes de la Nacionalidad Ecuatoriana y de su defensa territorial" en dos tomos con un total de 1200 páginas, lo que conformaría una de sus obras más importantes.Otro libro importante es "Historia de Loja y su Provincia" donde desarrolla con erudición los sucesos históricos del sur de Ecuador, publicado en 1955. También escribió "Provincias Orientales". En Ecuador el Oriente se refiere a todos los territorios que se encuentran en la Amazonía y son fronterizos con Perú.

## Listado de obras
Jaramillo Alvarado dedicó gran parte de sus esfuerzos a publicaciones históricas, a pesar de que fue conocido más bien por su ensayo de 1922. Se presenta a continuación una selección de sus principales obras:

### Historia
- 1934 Estudios Históricos, ensayos sobre la vida interna e internacional de la República
- 1939 La Presidencia de Quito, Memoria histórico jurídica, en dos tomos, 1200 pp.
- 1941 La Guerra de Conquista en América, 467 pp.
- 1950 El Gran Mariscal José de la Mar, 93 pp.
- 1955 Historia de Loja y su Provincia, 445 pp.
- 1964 Las Provincias Orientales del Ecuador, examen histórico-administrativo 167 pp.

### Ensayos
- 1922 El Indio Ecuatoriano, 227 pp.
- 1924 La Asamblea Liberal y sus aspectos políticos, 369 pp.
- 1936 Del Agro Ecuatoriano, 348 pp.
- 1940 El Régimen Totalitario en América, tres ensayos políticos.190 pp.
- 1947 La Nación Quiteña: perfil biográfico de una cultura, 566 pp.

### Derecho
- 1953 Derecho Público Interno, curso universitario, 580 pp.

## Distinciones
- Fue distinguido con el honor de “Símbolo del Maestro Ecuatoriano” por León Febres-Cordero.
- En 1948 fue elegido Presidente de la Casa de la Cultura Ecuatoriana.
- El Consejo Provincial de Loja lo designó “Doctor en Ecuatorianidad”.